# أمل محمد المالكي
أمل محمد المالكي، أكاديمية قطرية. أصبحت في عام 2005 أول أستاذة قطرية في جامعة أمريكية في المدينة التعليمية في بلدها عندما تم تعيينها للتدريس في جامعة كارنيجي ميلون في قطر. وهي الآن العميد المؤسس لكلية العلوم الإنسانية والاجتماعية بجامعة حمد بن خليفة، وهي أول قطرية تحمل لقب عميد الحرم الجامعي المكون من تسع جامعات.

## الطفولة والتعليم
ولدت أمل المالكي في الدوحة، قطر، ونشأت في العاصمة. كان والدها قطريًا، بينما هاجرت والدتها إلى قطر من لبنان. عندما كانت طفلة، كانت تسافر كثيرًا بسبب وظيفة والدها، واحتفظت أسرتها بمنزل في لندن.
في سن الـ16، التحقت بجامعة قطر، حيث تخرجت بدرجة البكالوريوس في عام 1996. ثم غادرت للدراسة في المملكة المتحدة، وحصلت على درجة الماجستير في اللغويات الإنجليزية واللغة العربية والترجمة من مدرسة الدراسات الشرقية والإفريقية في لندن عام 1997. بعد استراحة لمدة عام، التحقت ببرنامج الدكتوراه، وتحصلت على الدكتوراه في الأدب المقارن من مدرسة الدراسات الشرقية والإفريقية في عام 2003.

## المسار الوظيفي
عند عودتها إلى قطر، تقدمت المالكي للعمل في جامعة كارنيجي ميلون في قطر التي قد أنشأت حديثًا، لكن الجامعة كانت مترددة في تعيين أستاذة قطرية. وبدلاً من ذلك، وافقت على إكمال العمل الإداري لمدة ستة أشهر، بينما قدم المسؤولون المحليون التماسًا إلى مشرفي المؤسسة في الولايات المتحدة ليتمكنوا من توظيفها. تم إرسالها إلى الحرم الجامعي الرئيسي للجامعة في بيتسبرغ للعمل كأستاذ غير مقيم خلال هذه الفترة. ثم أخيرًا، في أواخر عام 2005، تم تعيينها في منصب أستاذ بدوام كامل في جامعة كارنيجي ميلون في قطر. وبذلك، أصبحت أول عضو قطري في هيئة التدريس في أي من الجامعات الأمريكية الست في المدينة التعليمية بقطر واستمر ذلك لأكثر من عقد من الزمان.
وفي الوقت نفسه، في عام 2011، ساعدت في تأسيس معهد الترجمة التحريرية والشفوية في جامعة حمد بن خليفة، والتي كانت مديرة تنفيذية لها حتى عام 2015. تركت جامعة كارنيجي ميلون عام 2013، وفي عام 2015 أصبحت العميد المؤسس لكلية العلوم الإنسانية والاجتماعية في جامعة حمد بن خليفة. بصفتها عميدًا للجامعة، كانت مالك أول قطرية تحمل هذا اللقب في مؤسسات المدينة التعليمية. بصفتها عميدة، عملت على تأسيس برنامج ماجستير العلوم الإنسانية الرقمية في الجامعة، بالإضافة إلى برنامج الماجستير الوحيد لدراسات المرأة في قطر.
تُعرف مالكي نفسها بأنها نسوية، وشمل عملها في الجامعة دورات تعليمية عن النسوية الإسلامية، بالإضافة إلى نظرية ما بعد الاستعمار. كما قامت بإلقاء دورات تدريسية في التأليف ونظريات الترجمة.
في عام 2012، شاركت في تأليف كتاب "المرأة العربية في الأخبار العربية: الصور النمطية القديمة ووسائل الإعلام الجديدة" مع ديفيد إس كوفر، وسوغورو إيشيزاكي، وكيرا دريهر. كما أنها منخرطة في النشاط النضالي عبر وسائل التواصل الاجتماعي من خلال مدونتها ومنصات أخرى، بالإضافة لجهودها لبدء حملة هاشتاغ #ImHalfQatari في عام 2014.